# Aeroporto de Västerås
O Aeroporto de Västerås (em sueco: Stockholm - Västerås Flygplats; (IATA: VST, ICAO: ESOW), está localizado a 5 km do centro da cidade de Västerås, e a 110 km do centro de Estocolmo, na Suécia.